# Співачка Жозефіна й Мишачий Народ
«Співачка Жозефіна й Мишачий Народ» (рос. Певица Жозефина и мышиный народ) — українсько-німецький ігровий повнометражний художній фільм 1994 року. За мотивами роману «Америка» та оповідань Франца Кафки («Співачка Жозефіна, або мишачий народ», «Голодомайстер», «Дослідження одного собаки» та ін.). Дебютна ігрова стрічка українського кінорежисера Сергія Маслобойщикова.
У 2018 році компанія «Кінотур» виконала сканування, реставрацію, кольорокорекцію та виготовила цифрову версію стрічки «Співачка Жозефіна й Мишачий Народ».

## Синопсис
Жозефіна (Алла Сергійко) живе у своєму неіснуючому, ілюзорному світі театру, музики та співу. Вона щиро вважає, що спів — це влада, і таким чином вона захищає свій народ. Вокал Жозефіни рятує людей від різного роду економічних та політичних проблем. Жозефіна дає зрозуміти, що її світогляд правильний і по-іншому бути не може. Трапляється, що її «піддані» пред'являють їй претензії, часто безглузді та необґрунтовані. Але тут у Жозефіни є свої методи залагоджувати суперечки — вона дає концерти, на які збираються всі бажаючі. Однак, подібне існування не може продовжуватися довго.

## У ролях
| Актор                       | Роль                  |
| --------------------------- | --------------------- |
| Алла Сергійко               | Жозефіна              |
| Олег Ісаєв                  | Ісайя                 |
| Вадим Скуратовський         | Єремій                |
| Женя Медовий                | Йосип                 |
| Михайло Дементьєв           | Даня                  |
| Петро Міхневич              | батько Йосипа         |
| Тоня Чигиряк                | Жозефіна у дитинстві  |
| Олег Примогенов             | Прима                 |
| Андрій Дементьєв            | бородатий шанувальник |
| Артур Лі                    | співаючий кочівник    |
| Олександр Крижанівський     | розпорядник           |
| Сергій Проскурня            | вчитель співів        |
| Леон Кляйнберг              | м'ясник               |
| Віктор Андрієнко            | Хам                   |
| Сергій Васильєв             | знавець співів        |
| Юлік Цисельський            | Юлік                  |
| Богдан Братко               | чиновник              |
| Омелян Савка                | чиновник              |
| Тарас Рідуш                 | чиновник              |
| Нонна Фіалко                | кухарка               |
| Тамара Артеменко-Кільчицька | кухарка               |
| Василь Лещик                | працівник на кухні    |
| Дмитро Махник               | працівник на кухні    |
| Едуард Цісельський          | працівник на кухні    |
| Василь Губко                | працівник на кухні    |
| Тамара Плашенко             | прачка                |
| Валентина Руденко           | прачка                |

## Творча група
- Автор сценарію і режисер-постановник: Сергій Маслобойщиков
- Оператор-постановник: Олександр Шумович
- Художник-постановник: Оксана Тимонішина
- Композитор: Юхим Гофман
- Художники по костюмах: Тетяна Соловйова, Тетяна Алєксандрова
- Звукооператор: Сергій Вачі[4]
- Режисер монтажу: Елеонора Суммовська
- Художник по гриму: Неллі Журбенко
- Режисери: Надія Лагутенко, Олександр Крижанівський
- Оператори: Сергій Корнієнко, Анатолій Феодосій Кузьменко
- Відповідальний продюсер: Борис Фуксман
- Продюсер: Олександр Роднянський
- Художні керівники: Роман Балаян, Сурен Шахбазян
- Провідний редактор: Інеса Размашкіна
- Редактори: Людмила Карпова, Володимир Чорний
- Виконання вокалізів: Людмила Фесенко
- Директор стрічки: Михайло Костюковський

## Фільмування
Стрічка створена у вигляді псевдодокументального репортажу з вигаданого світу.
Фільмували стрічку в приміщенні Чернівецького обласного музично-драматичного театру імені Ольги Кобилянської.

## Нагороди
- 1997 — Приз за найкраще втілення літературного джерела в кіно, міжнародний кінофестиваль «Література і кіно»;
- 1997 — Олександр Шумович — Приз за найкращу операторську роботу, кінофестивалю «Відкрита ніч»;
- 1995 — Сергій Маслобойщиков — Приз за найкращу режисуру, Каїрський міжнародний кінофестиваль;
- 1995 — Вадим Скуратівський — Приз за найкращу чоловічу роль в номінації «Непрофесійний виконавець ролі», кінофестиваль «Стожари»;
- 1994 — Оксана Тимонішина — Приз за найкраще пластичне вирішення картини, кінофестиваль «Кіношок-94»;
- 1994 — Приз За найкращий ігровий фільм, міжнародний кінофестиваль «Молодість».